# Straßenbahn Lund
Die Straßenbahn Lund (schwedisch: Lunds spårväg) ist das Straßenbahnsystem der schwedischen Stadt Lund in der Provinz Skåne län. Die Bahn verbindet seit Dezember 2020 den Hauptbahnhof Lund mit der Großforschungsanlage ESS.
Lund ist die 14. Stadt in Schweden, in der eine Straßenbahn gebaut wurde – 105 Jahre nach der letzten Einweihung einer neuen Straßenbahn am 21. Dezember 1910 in Sundsvall sowie 120 Jahre nach der erstmaligen Diskussion eines Straßenbahnbaus in der Stadt.

## Geschichte
Der Bau einer Straßenbahn war 1896 das erste Mal in Lund diskutiert worden, als G. M. Frick und Bertil Sederholm mit weiteren Unterstützern eine Anfrage an die Drätselkammare (deutsch in etwa „Wirtschaftsausschuss“) der Stadt stellten. Der Antrag enthielt ein Gesuch auf die Verlegung eines Straßenbahngleises durch die Straßen der Stadt von Limhamn über Malmö nach Lund. In der Sitzung der Drätselkammare vom 2. Mai 1896 wurde diese Anfrage negativ beantwortet, da dem Antrag keine Untersuchung beigefügt wurde, ob die benötigte elektrische Energie durch oberirdische oder unterirdische Leitungen zu den Straßenbahnwagen gelangen sollte, wie groß und breit die Wagen sein sollten und welcher Straßenanteil für den Schienenbau benötigt werden würde.
Mit dem am 15. September 1905 von dem Reichstagsabgeordneten Vilhelm Westrup eingereichten Antrag auf „Anläggandet af elektrisk spårväg i Lund“ (deutsch „Bau der elektrischen Straßenbahn in Lund“) wurde das Thema in der Stadt wieder aktuell. Westrup legte in der Stadtratssitzung einen  weiteren Antrag vor, nach dem mit der Sydsvenska elektriska aktiebolaget ein Stromliefervertrag ab dem Kraftwerk am Lagaån abzuschließen wäre. Beide Anträge wurden zur Stellungnahme verwiesen. Auf der Stadtratssitzung am 20. Oktober 1905 wurde auf Vorschlag der Drätselkammare beschlossen, einen Ausschuss von fünf Personen zur Erledigung der „dringenden Fragen für die Vorbereitung“ zu ernennen. Der Ausschuss sollte sowie die Frage der Stromlieferung nach Lund sowohl den Bahnbau vorbereiten. Am 24. November 1905 legte der Ausschuss seine Ergebnisse bei der Stadtratssitzung vor. Der Rat beschloss, der Drätselkammare den Auftrag zu geben, entsprechende Liegenschaften zu erwerben und ein Kraftwerk in der Stadt zu bauen. Die Frage der Straßenbahn blieb weiterhin bei der Stadtverwaltung zur Entscheidung und wurde erst 1928 abgeschlossen.

### Detailplanungen Westrups
Westrups Pläne enthielten eine detaillierte Beschreibung einer Straßenbahn in Lund unter Verwendung der von der 1898 gegründeten Svenska Aktiebolaget Siemens & Halske aufgestellten Kostenrechnung. Es wurde erkannt, dass Lund eine Stadt in der Größe ist, die eine Straßenbahn für den innerstädtischen Verkehr benötigt. Mehrere andere Städte ähnlicher Größe planten derartige Bahnen. Westrup erwähnte besonders Helsingborg, Jönköping und Uppsala. Für den Bau und Betrieb der Straßenbahn gab es drei Variantenvorschläge:
- Die Stadt vergibt eine Konzession an ein privates Unternehmen, das die elektrische Straßenbahn baut und betreibt.
- Es wird eine Gesellschaft mit einem Aktienkapital von 300.000 Kronen gebildet, bei der die Stadt alle oder eine Mehrheit der Aktien zeichnet. Westrup favorisierte dieses Modell.
- Die Stadt baut die Straßenbahn und übergibt den Betrieb einer Behörde der Stadt.

Die Straßenbahn sollte folgende Punkte der Stadt verbinden: die Brauerei im Norden, das Krankenhaus im Süden, Södra Station, Södra Esplanaden, Östra tullen, Lunds östra hållplats, Botanischer Garten, Biskopsgatan, Allhelgonakyrkan, Karl XII:s gatan, Spolegatan, Statens Järnvägsstation, Nygatan, Gasverksgatan, Lunds västra station und Volkspark. Die Kosten, alle gewünschten Stationen mit der Straßenbahn zu bedienen, erwiesen sich als zu groß und so wurden folgende Linien vorgeschlagen:
- Linie I: von der Allhelgonakyrkan zum Hospitalsgården, 1,45 km, Frequenz: 7,5 min.
- Linie II: vom Bahnhof der Statens Järnvägar über Klostergatan oder Lilla Fiskaregatan über Mårtenstorget nach Lunds östra hållplats, 1,4 km, Frequenz: 7,5 min.
- Linie III: vom Ostfriedhof über Östra Vallgatan und Biskopsgatan zur Allhelgonakyrkan, Frequenz 15 min.

Die Straßenbahn wurde mit einer Streckenlänge von 3,6 km geplant. Die Spurweite sollte 1.000 mm betragen. Das Metergewicht der Schienen war mit 39 kg veranschlagt, die Baukosten hätten für die Strecke 87.000 Kronen betragen. Die Energieversorgung war mit zwei Wechselrichtereinheiten (eine in Reserve) mit je 46 kW bei 550 Volt geplant, die Kosten für das gesamte Kraftwerk wurden auf 28.900 Kronen geschätzt. Für die 3,6 km Freileitung mit Einzeldraht an Gittermasten mit Querträger wurden 26.000 Kronen veranschlagt. Sieben geschlossene Wagen mit 16 Sitz- und 14 Stehplätzen hätten 77.500 Kronen gekostet. Für die Wagenhalle mit einer kleinen Werkstatt einschließlich Maschinen, jedoch ohne Landerwerb, wurden 22.500 Kronen vorgesehen. Mit sonstige Kosten in Höhe von 8.100 Kronen ergab sich eine Gesamtsumme von 250.000 Kronen für die gesamte Anlage. Die Fahrgeschwindigkeit der Straßenbahn sollte 12 km/h sein.
Die jährlichen Ausgaben wurde auf 60.000 Kronen geschätzt. Das bedeutete, dass 600.000 Fahrgäste pro Jahr einen Fahrpreis von 10 Öre bezahlen mussten, um den Verkehr durchzuführen. Im Durchschnitt bedeutet dies fünf Fahrgäste pro Fahrt, was Westrup als ausreichend betrachtet.

### Detailplanungen der städtischen Kommission
Das von der Stadtverwaltung eingesetzte Gremium vertrat die Auffassung, dass das von Westrup geplante Liniennetz die ganze Stadt nicht gut abdeckt. Die Linie III würde nicht benötigt werden. Der Ausschuss schlug vor, dass der Kreuzungspunkt der Straßenbahn südwestlich der Domkyrkan sein solle, von wo aus vier Linien ausgehen sollten. Eine Linie nach Norden sollte bis Monumentet für die Verbindung mit Sliparelyckan, Vallkärra und weiteren Plätzen führen. Eine Linie sollte nach Süden bis Södertull, eine im Osten über Kraftstorg durch die Lilla Kungsgatan und Kiliansgatan über Mårtenstorget, durch die Östra Mårtensgatan und dem Dalbyvägen entlang an Lunds östra station enden. Die Linie nach Westen würde durch die Klostergatan, über Bantorget durch die Nygatan und unter der Eisenbahnbrücke und bis zum Volkspark führen. Die Strecken wären zu zwei durchgehenden Linien zu verbinden:
- Linie I: von Monumentet nach Södertull, 2,65 km
- Linie II: von Folkets park nach Lunds östra station, 2,95 km

Dieser Vorschlag war mit 5,6 Streckenkilometern zwei Kilometer länger gegenüber dem Vorschlag von Westrup. Der Ausschuss war der Ansicht, dass diese Linien eine bessere Rendite bringen und ein größeres Stadtgebiet abdecken würde.
Den Knotenpunkt an der Domkyrkan und nicht am Stortorget festzusetzen, wurde damit begründet, dass am Stortorget die Straßen teilweise so eng sind, dass sie für elektrische Bahnbetrieb kaum geeignet sind, zum Teil auch durch den extrem starken Verkehr mit Wagen und Fußgängern. Die neue Streckenführung würde auch die nordöstlichen Teile der Stadt besser berücksichtigen.
Im Westen verursachte die Kreuzung mit der Bahn am Bantorget Probleme. 1905 war dies ein Bahnübergang. Deshalb wurde vorgeschlagen, dass die Straßenbahn stattdessen durch die Nygatan führen und die Bahn im Hafen an der Svangatan unterqueren solle. Dies würde eine Fahrzeitverlängerung von 1,5 Minuten bedeuten. Dies sollte es wert zu sein im Vergleich zu der Option, dass die Straßenbahn von den Bahnschranken behindert werde. Es wäre weiter zu beachten, dass durch die Führung über die Nygatan zudem die Warmbadeanstalt an die Straßenbahn angeschlossen werden würde.
Der Wagenabstand sollte 5,5 Minuten betragen, wobei nur jeder zweite Wagen von der Allhelgonakyrkan zum Monumentet und vom Bantorget zum Volkspark fahren sollte. Zur Einsparung von Betriebskosten wurde vorgeschlagen, dass von 6.40 bis 8.40 Uhr und am Abend von 20.40 bis 22.40 Uhr nur alle 11 Minuten ein Triebwagen verkehren solle. Dafür würden geschätzt zehn Fahrzeuge benötigt werden, davon eines als Reserve. Diese Fahrzeuge würden 500.000 Kilometer pro Jahr fahren.
Die Gesamtinvestition für dieses Netzwerk wurde auf 360.000 Kronen geschätzt, während sich die Betriebskosten auf 108.000 Kronen belaufen würden. Mit 2.960 Fahrgästen pro Tag wären die Betriebskosten sowie die Amortisation der Anlage zu decken.
Der Ausschuss schloss seine Arbeit mit der Empfehlung ab, die Vorschläge für die Errichtung einer Straßenbahn so schnell wie möglich auszuführen, nachdem die elektrische Energie für diesen Zweck in der Stadt zur Verfügung stehe. Der Rat der Stadt sah dies am 24. November 1905 nicht so positiv. Die Debatte in der Sitzung lief darauf hinaus, dass Lund eine zu kleine Stadt für eine Straßenbahn wäre. In der gleichen Sitzung wurde beschlossen, ein Elektrizitätswerk in Lund in der Innenstadt an der Allhellgonakyrkan zu bauen. Der Platz war der gleiche, der für die Straßenbahn benötigt worden wäre. Die Wahl diese Platzes war de facto eine Entscheidung, dass Lund keine Straßenbahn bauen würde.
Erst am 9. Februar 1928 wurde der Antrag von der Stadtverwaltung negativ beschieden, als neue Regeln für Anträge keine Verschiebung mehr auf unbestimmte Zeit erlaubten.

## Neuaufnahme der Planungen
| \| \| \| mögliche Erweiterung nach Staffanstorp \| \| \| \| 0,00 \| Lund C \| Lund C \| \| \| \| Universitetssjukhuset \| \| \| \| \| LTH \| \| \| \| \| Ideontorget \| \| \| \| \| Telefonplan \| \| \| \| \| Solbjer \| \| \| \| \| mögliche Erweiterung nach Dalby \| \| \| \| \| Brunnshögstorget \| \| \| \| \| MAX IV \| \| \| \| \| ESS \| \| \| \| 5,5 \| Depot \| Depot \| \| \| \| \| \| \| Quellen: [4] \| \| \| \| |      |                                        |                                        |
| U-Bahn-Strecke (außer Betrieb) |      | mögliche Erweiterung nach Staffanstorp | mögliche Erweiterung nach Staffanstorp |
| U-Bahn-Kopfbahnhof Strecke bis hier außer Betrieb | 0,00 | Lund C                                 | Lund C                                 |
| U-Bahn-Haltepunkt / Haltestelle |      | Universitetssjukhuset                  | Universitetssjukhuset                  |
| U-Bahn-Haltepunkt / Haltestelle |      | LTH                                    | LTH                                    |
| U-Bahn-Haltepunkt / Haltestelle |      | Ideontorget                            | Ideontorget                            |
| U-Bahn-Haltepunkt / Haltestelle |      | Telefonplan                            | Telefonplan                            |
| U-Bahn-Haltepunkt / Haltestelle |      | Solbjer                                | Solbjer                                |
| U-Bahn-Abzweig geradeaus und ehemals nach rechts |      | mögliche Erweiterung nach Dalby        | mögliche Erweiterung nach Dalby        |
| U-Bahn-Haltepunkt / Haltestelle |      | Brunnshögstorget                       | Brunnshögstorget                       |
| U-Bahn-Haltepunkt / Haltestelle |      | MAX IV                                 | MAX IV                                 |
| U-Bahn-Bahnhof |      | ESS                                    | ESS                                    |
| U-Bahn-Betriebs-/Güterbahnhof Streckenende | 5,5  | Depot                                  | Depot                                  |
| |      |                                        |                                        |
| Quellen: |      |                                        |                                        |

In den 1980er-Jahren wurden diese Gedanken erstmals wieder aufgegriffen. Erst 2009 gab es konkrete Überlegungen dazu, die 2010 zu einem Vorschlag führten, der eine zweigleisige Straßenbahnstrecke beinhaltete.
Am 17. Dezember 2015 beschloss der Stadtrat von Lund den Bau der Straßenbahn. Diese 5,5 km lange Strecke hat neun Haltestellen und führt vom Hauptbahnhof am mittelalterlichen Stadtzentrum in nordöstlicher Richtung an der LTH vorbei zur im Bau befindlichen Großforschungsanlage ESS mit einem völlig neuen Stadtteil nordöstlich von Brunnshög. Bis 2050, wenn die Flächen vollständig bebaut sind, werden etwa 50.000 Menschen entlang dieser Straßenbahntrasse leben oder arbeiten.
Das Bauunternehmen Skanska wurde im Mai 2016 ausgewählt, den Bau durchzuführen. Der Vertrag mit Skanska wurde Ende Mai 2016 unterzeichnet.
Die Kosten für die Infrastruktur betrugen rund 900 Mio. SEK. Die Gemeinde Lund hat vom schwedischen Staat 298,4 Mio. SEK und durch das Stadtumweltabkommen 74,5 Mio. SEK erhalten. Die Region Skåne finanzierte die Fahrzeuge mit 297 Mio. SEK und das Betriebswerk mit 270 Mio. SEK. Die Fahrzeuge haben eine Abschreibungsdauer von 25 Jahren.

## Bau
Die Bauarbeiten an der Infrastruktur sollten im Januar 2017 beginnen und bis Ende 2018 dauern, der Betrieb sollte 2019 beginnen. Der Spatenstich zum Baubeginn erfolgte am 15. Februar 2017 durch die Ministerin des Miljö- och energidepartementet Karolina Skog.
Am 7. März 2017 begannen die Bauarbeiten an mehreren Stellen im Stadtgebiet gleichzeitig.
Am 16. April 2019 entschied die Lenkungsgruppe für Spårväg Lund, dass die Betriebsaufnahme am 16. August 2020 im Zusammenhang mit der Fahrplanänderung und dem Beginn des Schuljahres erfolgen soll. Der erste Straßenbahnzug wird im März 2020 ausgeliefert, die restlichen werden danach folgen. Bereits im Frühjahr 2020 werden umfangreichen Testprogramme beginnen.
Nach einer neuerlichen Meldung der Lenkungsgruppe für Spårväg Lund im Oktober 2019 konnte der vorgesehene Eröffnungstermin im August 2020 nicht gehalten werden. Im Bau war noch das Betriebswerk in Brunnshög, wo die Straßenbahnzüge gewartet werden. Dort mussten einige bauliche Details überarbeitet werden, was eine Verzögerung der Bautätigkeit von einigen Monaten mit sich brachte. Die anderen Teilprojekte wie der Bau der Infrastruktur und der Triebzüge sowie Fahrertraining und Fertigstellung der Haltestellen verliefen weitgehend planmäßig.
Am 12. Dezember 2020 wurde die Straßenbahnlinie wegen der Corona-Pandemie nur mit einer virtuellen Feier eröffnet, ab dem 13. Dezember 2020 wurde der Regelbetrieb aufgenommen.

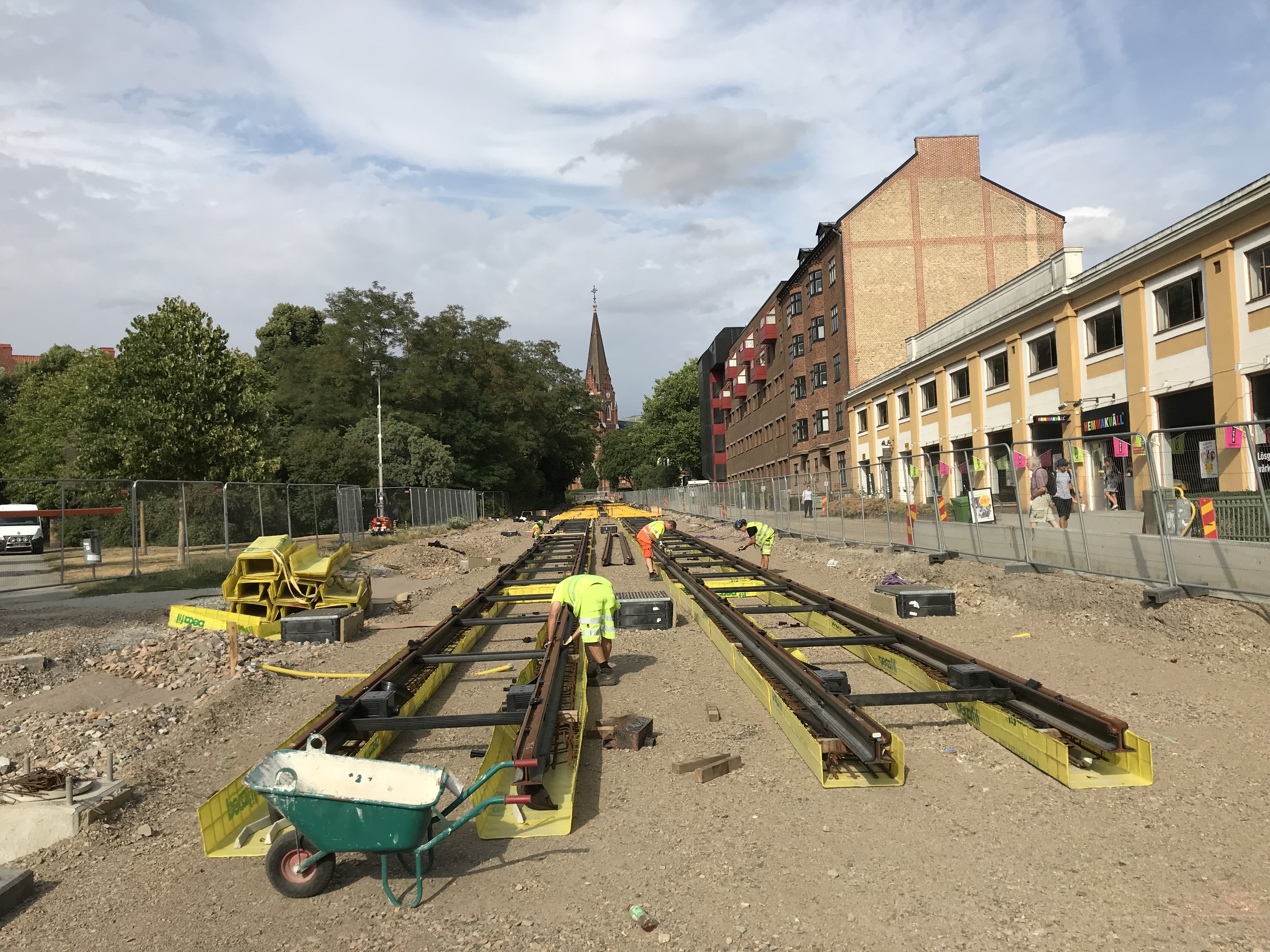
Bauarbeiten auf der Straße Sankt Laurentiigatan (2018)
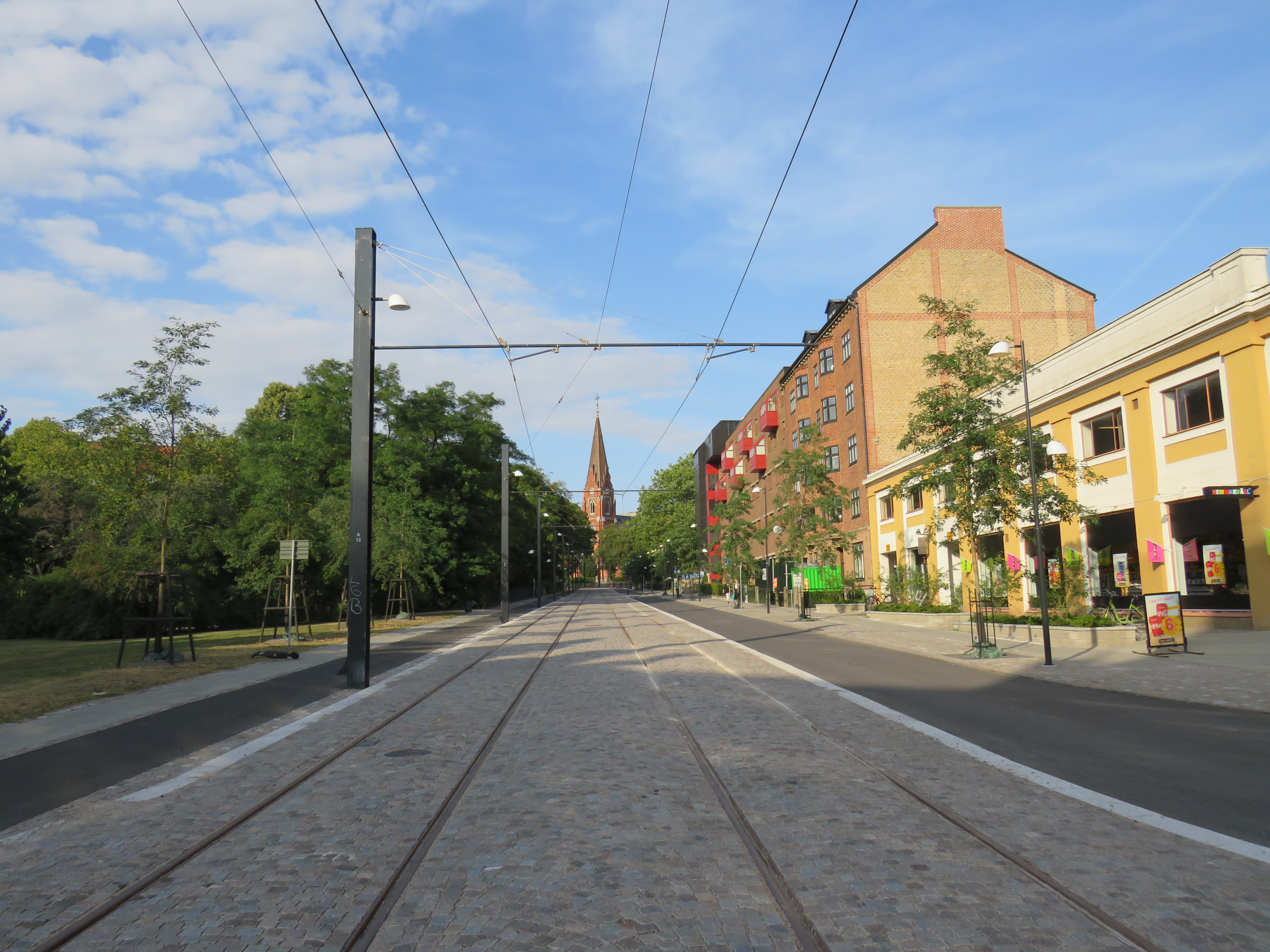
Ebendort nach der Fertigstellung (2019)
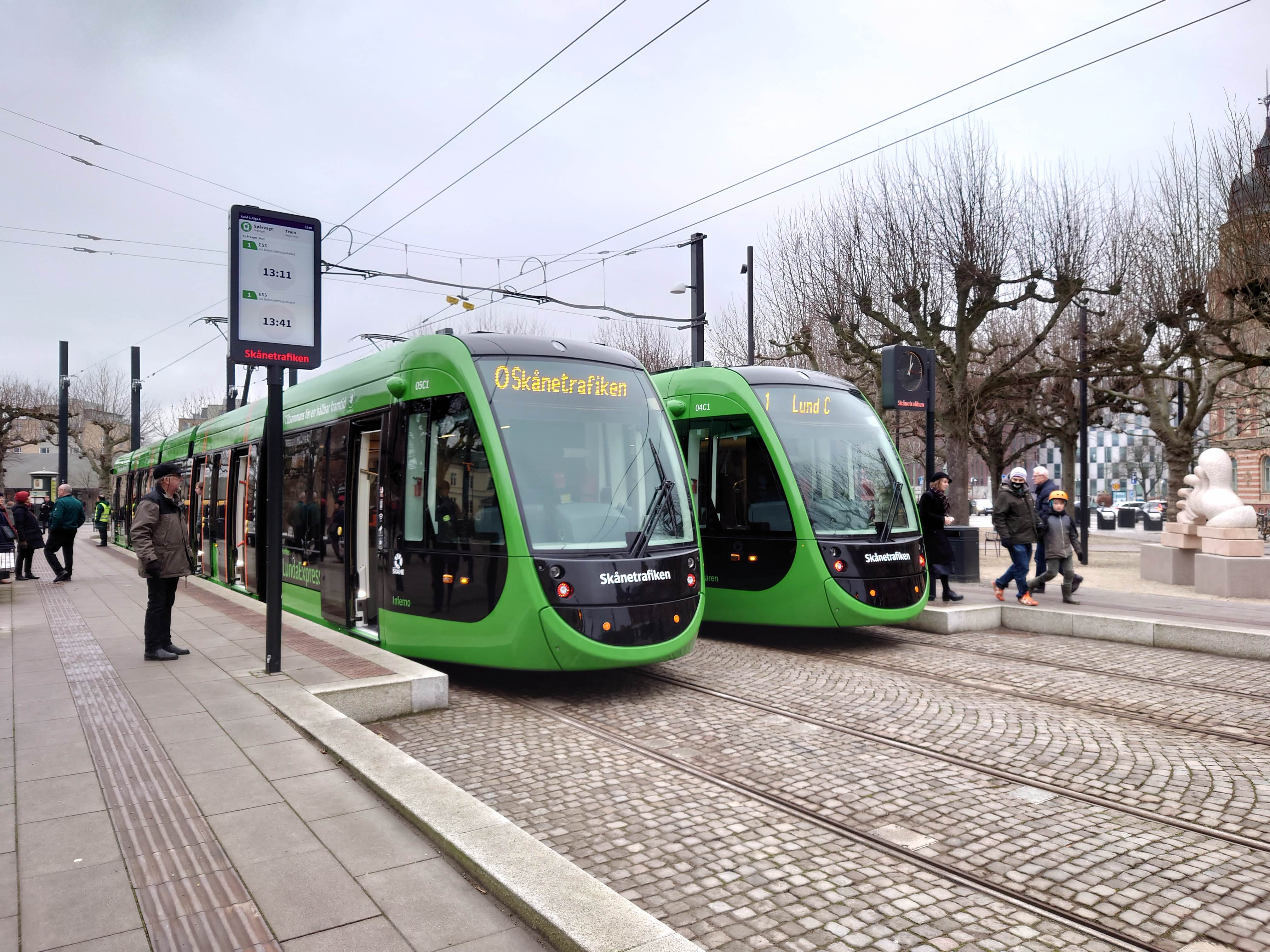
Zwei Triebwagen am Eröffnungstag an der Haltestelle Lund C
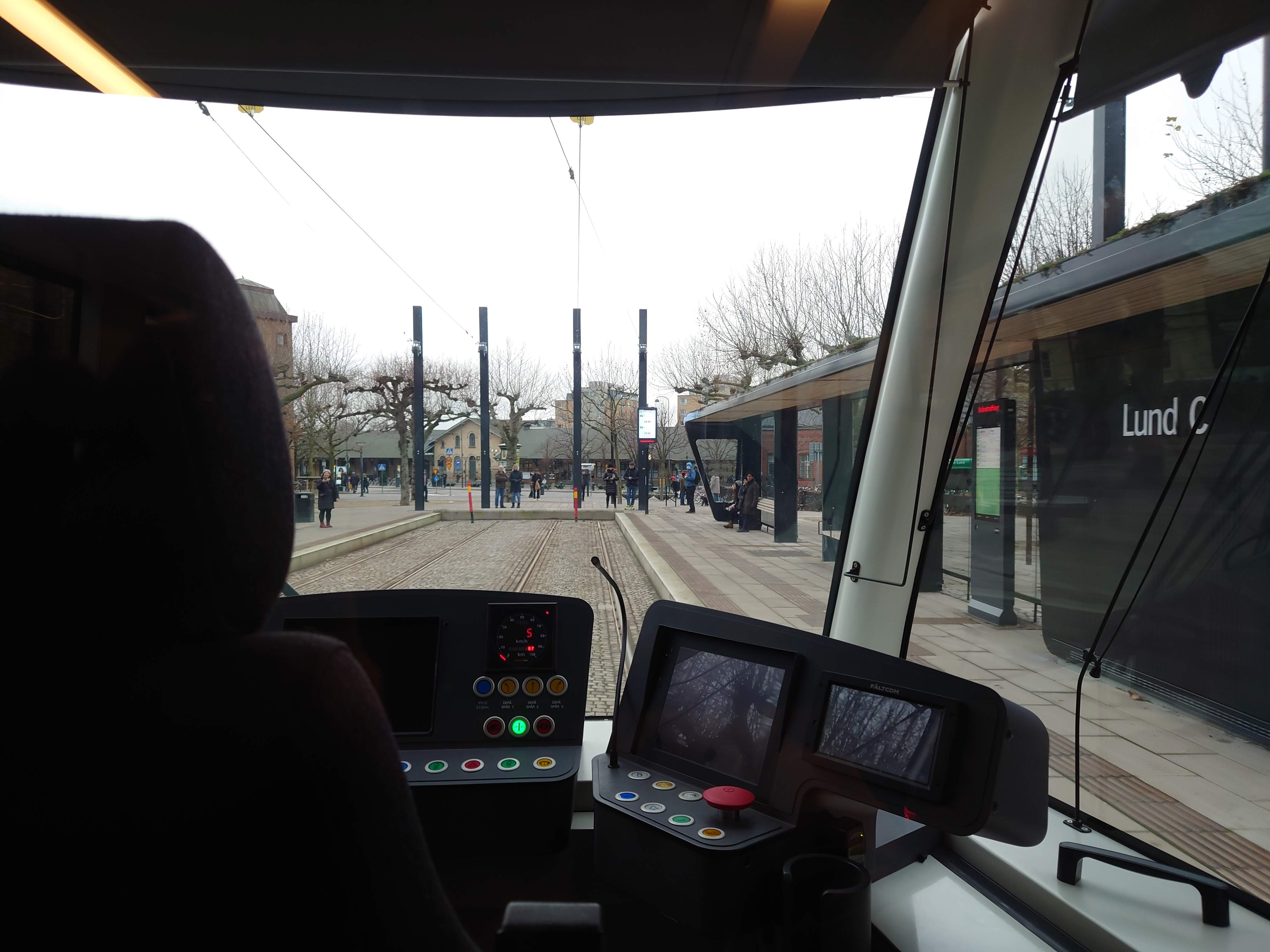
Einfahrt in die Haltestelle Lund C
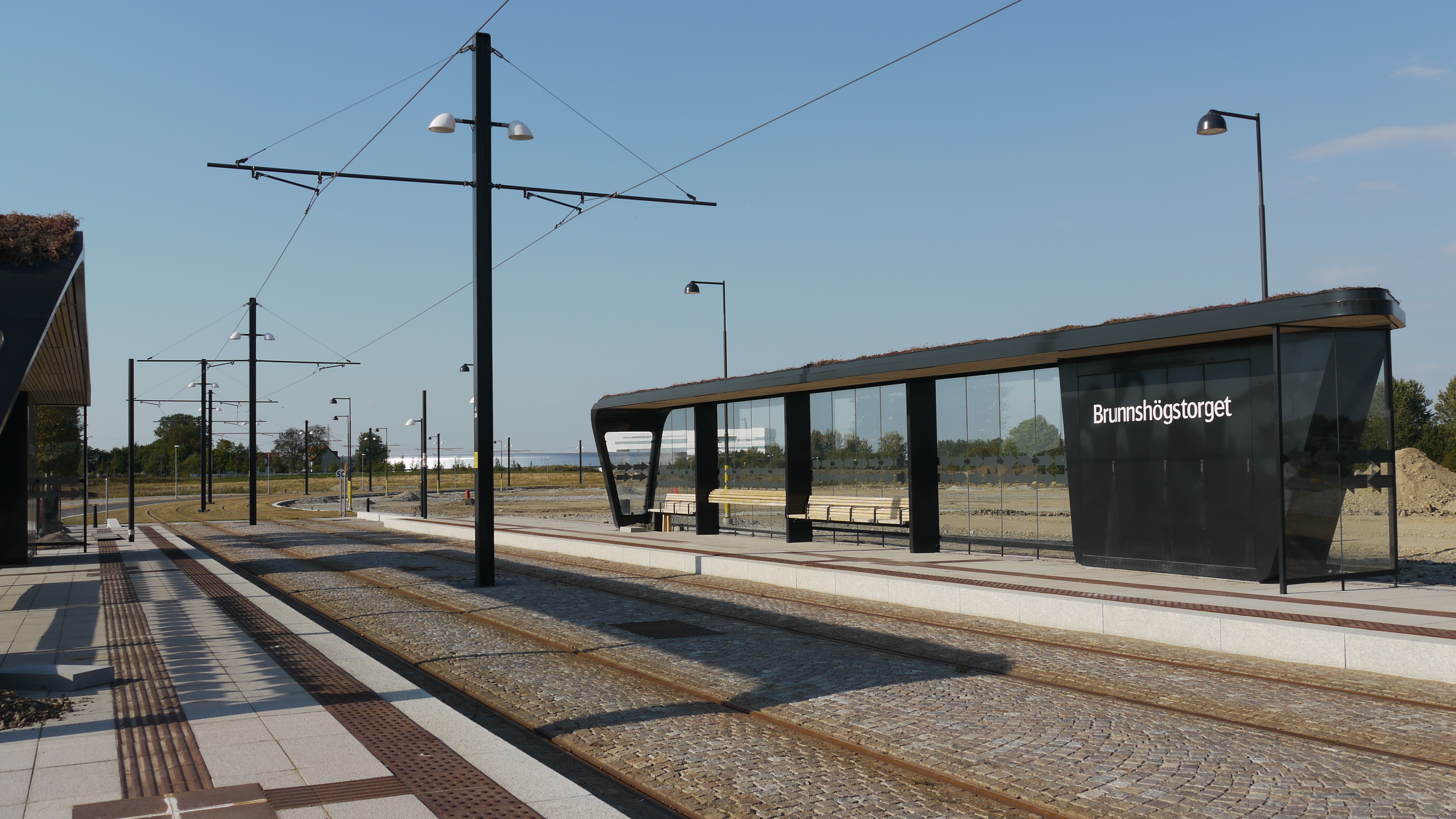
Haltestelle Brunnshögstorget

## Fuhrpark
Es wurden sieben fünfteilige, niederflurige Straßenbahnzüge vom Typ Urbos 100 als Zweirichtungswagen mit einer Länge von etwa 33 Metern und einer Breite von 2,65 Metern von der spanischen Firma CAF beschafft. Darin sind 40 Sitzplätze, insgesamt haben im Wagen etwa 200 Fahrgäste Platz. Jeder Wagen ist mit vier Rollstuhlplätzen sowie mit USB-Anschlüssen ausgestattet. Die Straßenbahnen werden mit Ökostrom betrieben und können über Rekuperationsbremsen Bremsenergie zurückgewinnen. Am 29. Juli 2020 wurde der erste Triebwagen in Lund angeliefert.
Das erbsengrüne Außendesign entspricht den Marken- und Designrichtlinien von Skånetrafiken, die diese Züge betreiben. Jeder einzelne Triebwagen ist benannt: der erste bekam den Namen Åsa-Hanna nach dem Roman der in Lund geborenen Elin Wägner aus dem Jahr 1918, die übrigen haben die Namen Sfinxen, Lindeman, Blåtand, Brandklipparen, Inferno und Saxo Grammaticus erhalten.

### Betriebshof
Das Depot befindet sich in der Nähe des Forschungszentrums ESS am Ende der Straßenbahnstrecke. Die geschätzten Kosten betragen etwa 20,5 Mio. Euro.

### Betriebsprogramm
Die Fahrt von Lund C nach ESS dauert 14,5 Minuten. Die Durchschnittsgeschwindigkeit beträgt 21,5 km/h. Betrieb findet täglich zwischen 05:00 bis 24:00 Uhr, in den Nächten von Freitag zum Samstag und von Samstag zum Sonntag bis 02:00 Uhr statt.
Werktags ist zwischen 6 und 9 Uhr sowie zwischen 14 und 18 Uhr alle 7 bis 8 Minuten eine Abfahrt. In der restlichen Zeit findet mindestens alle 20 Minuten eine Fahrt statt.

## Probleme im Winterbetrieb
Bereits nach nur sieben Wochen stellte die Straßenbahn am 3. Februar 2021 ihren Betrieb vorübergehend vollständig wieder ein. Grund hierfür waren Flachstellen an den Radsätzen, die durch häufiges starkes Bremsen im Winterbetrieb auftraten. Einige Beschädigungen konnten durch die betriebseigene Werkstatt nicht beseitigt werden. Die Betreibergesellschaft schloss daher nicht aus, dass eine Reparatur in einem externen Betrieb im Ausland erfolgen müsse.
Am 21. Februar 2021 wurde das erste von mehreren Drehgestellen nach Oslo geschickt, sodass ab Anfang März zumindest der Triebwagen Åsa-Hanna die Strecke wieder bedienen konnte. Im April, nachdem weitere beschädigte Drehgestelle neu abgedreht wurden, wurde der Betrieb auf drei Züge ausgeweitet. Nachdem im Sommer der Streit zwischen Skånetrafiken und CAF um die Kosten der Schadensbehebung beigelegt wurde, konnten nach und nach alle sieben Triebwagen wieder eingesetzt werden.

## Zukunft
Mittelfristig soll das Netz ausgebaut werden. In der Ausbaustufe 2 soll eine Strecke nach  Dalby und in der Ausbaustufe 3 nach Staffanstorp errichtet werden. Noch längerfristig sind Verbindungen von Lund C nach Bjärred und von Lund C nach Lomma über Hjärup angedacht.

## Auszeichnungen
Die Straßenbahn Lund erhielt den Trafikverket Architekturpreis 2021 als „vorbildliches Beispiel dafür, wie eine öffentliche Verkehrsanlage zu einem städtischen Bauelement werden kann, das die Stadt erweitert, ohne Barrieren zu schaffen“.
Die Vereinigung Schwedischer Stadtplaner (schwedisch Föreningen Sveriges Stadsbyggare) hat die Straßenbahn Lund mit dem Stadtentwicklungspreis 2022 ausgezeichnet, denn „insgesamt ist das Projekt gut umgesetzt und hat eine Bereicherung für das städtische Umfeld und einen guten Service für Reisende geschaffen.“